# Hohfrankenheim

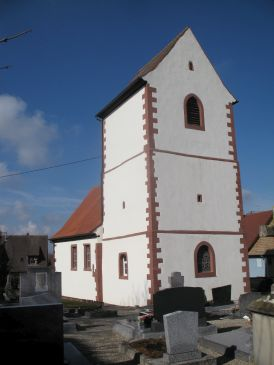
Kirche von Hohfrankenheim

Hohfrankenheim ist eine französische Gemeinde mit 278 Einwohnern (Stand 1. Januar 2021) im Département Bas-Rhin in der Region Grand Est (bis 2015 Elsass). Sie gehört zum Kommunalverband Pays de la Zorn. Am 1. Januar 2015 wechselte die Gemeinde vom Arrondissement Strasbourg-Campagne zum Arrondissement Saverne.

## Geografie
Hohfrankenheim liegt auf einer mittleren Höhe von 200 Metern über dem Meeresspiegel 21 Kilometer nordwestlich von Straßburg, 3,3 Kilometer entfernt vom Kantonshauptort Hochfelden und umgeben von den Nachbargemeinden Schaffhouse-sur-Zorn, Gingsheim und Mutzenhouse. Das Gemeindegebiet hat eine Fläche von 2,76 Quadratkilometern.

## Geschichte
Anlässlich einer Schenkung an das Kloster Lorsch wurde der Ort im Jahr 795 mit „in Franconheimer marca“ (in der Frankenheimer Gemarkung) im Lorscher Codex erwähnt.

### Mittelalter
Das Dorf Hohfrankenheim lag im Amt Buchsweiler, das am Anfang des 14. Jahrhunderts als Amt der Herrschaft Lichtenberg entstand. Es war ein Lehen des Bischofs von Metz. Um 1330 kam es zu einer ersten, 1335 zu einer zweiten Landesteilung zwischen den drei Linien des Hauses Lichtenberg. Hohfrankenheim fiel je zur Hälfte an Johann II. von Lichtenberg, aus der älteren Linie des Hauses, und an die Nachkommen des früh verstorbenen Johann III. von Lichtenberg, die die mittlere Linie des Hauses begründete. 1378 verkaufte Heinrich IV. von Lichtenberg Rechte in Hohfrankenheim an Ulrich von Finstingen.
Anna von Lichtenberg (* 1442; † 1474), Tochter von Ludwig V. von Lichtenberg (* 1417; † 1474), und eine von zwei Erbtöchtern mit Ansprüchen auf die Herrschaft, heiratete 1458 den Grafen Philipp I. den Älteren von Hanau-Babenhausen (* 1417; † 1480). Der hatte eine kleine Sekundogenitur aus dem Bestand der Grafschaft Hanau erhalten, um sie heiraten zu können. Durch die Heirat entstand die Grafschaft Hanau-Lichtenberg. Nach dem Tod des letzten Lichtenbergers, Jakob von Lichtenberg, eines Onkels von Anna, erhielt Philipp I. d. Ä. 1480 die Hälfte der Herrschaft Lichtenberg. Die andere Hälfte gelangte an seinen Schwager, Simon IV. Wecker von Zweibrücken-Bitsch. Das Amt Buchsweiler – und damit auch Hohfrankenheim – gehörten zu dem Teil von Hanau-Lichtenberg, den die Nachkommen von Anna erbten.

### Neuzeit
Graf Philipp IV. von Hanau-Lichtenberg (1514–1590) führte nach seinem Regierungsantritt 1538 die Reformation in seiner Grafschaft konsequent durch, die nun lutherisch wurde.
Mit der Reunionspolitik Frankreichs unter König Ludwig XIV. kam das Amt Buchsweiler unter französische Oberhoheit. Nach dem Tod des letzten Hanauer Grafen, Johann Reinhard III. 1736, fiel das Hanau-Lichtenberg – und damit auch das Amt Buchsweiler – an den Sohn seiner einzigen Tochter, Charlotte, Landgraf Ludwig (IX.) von Hessen-Darmstadt. Mit dem durch die Französische Revolution begonnenen Umbruch wurde Hohfrankenheim französisch.

### Bevölkerungsentwicklung
| Jahr      | 1962 | 1968 | 1975 | 1982 | 1990 | 1999 | 2008 | 2012 | 2014 |
| Einwohner | 132  | 159  | 173  | 177  | 217  | 271  | 257  | 258  | 261  |

## Persönlichkeiten
- Georg Roth (1845–1913), Professor für Mathematik, wurde in Hohfrankenheim geboren.